# 麦市镇
麦市镇，是中华人民共和国湖北省咸寧市通城县下辖的一个乡镇级行政单位。

## 行政区划
麦市镇下辖以下地区：
向阳社区、七里村、井堂村、株树村、麦市村、长冲村、李段村、冷段村、陈段村、九房村、何段村、天门村、红石村、盘石村、卢段村、花园村、天岳村、金麦村和西坳村。